# Quetzalbuntbarsch
Der Quetzalbuntbarsch (Vieja melanura, Syn.: Cichlasoma synspilum), auch Feuerkopf-Buntbarsch genannt, ist eine großwüchsige Buntbarschart, die auf der karibischen Seite Mittelamerikas im südlichen Mexiko östlich bis in den Bundesstaat Quintana Roo, im nördlichen Guatemala (Departamento Petén) und im Norden von Belize vorkommt. Zum Lebensraum des Quetzalbuntbarsch gehört u. a. das Einzugsgebiet des unteren Río Grijalva, weite Teile des Stromgebietes des Usumacinta und der Petén-Itzá-See und seine Umgebung.

## Merkmale
Der Quetzalbuntbarsch erreicht eine Länge von 30 bis 35 cm und hat einen mäßig hochrückigen, seitlich abgeflachten Körper. Die Kopflänge hat einen Anteil von 30 bis 35 % an der Standardlänge und die Körperhöhe liegt bei etwa 45 % der Standardlänge. Die Kopflänge ist größer als die Kopfhöhe. Das Maul ist gerade und klein. Es reicht nicht bis zum vorderen Augenrand. Die Kieferzähne sind konisch und gebogen. Die Zähne auf der Prämaxillare werden zur Symphyse hin größer. Die Basen von Rücken- und Afterflosse sowie das körpernahe Drittel bis Viertel der Schwanzflosse sind beschuppt. Der Schwanzstiel ist höher als lang. Die weichstrahligen Abschnitte von Rücken- und Afterflosse sind zugespitzt.
- Flossenformel: Dorsale XVI–XVII/12, Anale VI/8–9, Pectorale 14.
- Schuppenformel: SL 20–21/10.
- Wirbel: 30 (14–15, 15–16).

Die Färbung des Quetzalbuntbarsches ist sehr variabel. Meist sind Stirn und Wangen gelblich, Kehle und Brust rötlich. Manchmal ist auch der gesamte Kopf rötlich gefärbt. Die Körperseiten sind blaugrün, die hinteren Körperseiten sind oftmals auch gelblich oder orange. Ein dickes, schwarzes Band, das auch aus fünf einzelnen Flecken bestehen kann, erstreckt sich über die hintere Körperhälfte und reicht bis auf den Schwanzstiel. Eindeutige äußere Unterschiede zwischen den Geschlechtern gibt es nicht. Ausgewachsene Männchen entwickeln mit zunehmendem Alter jedoch einen Stirnbuckel.

## Lebensweise
Der Quetzalbuntbarsch lebt in den Unterläufen verschiedener Flüsse und in Seen und toleriert auch leicht brackiges Wasser. Die Fische werden mit einer Länge von 10 cm geschlechtsreif. Sie sind Offenbrüter, die ihre Eier auf Steinen oder Wurzeln ablegen. In einem Gelege finden sich für gewöhnlich 300 bis 500, maximal bis zu 1000 Eier. Die Fische bilden eine Elternfamilie, wobei das Männchen einen größeren Anteil an der Revierverteidigung hat, während das Weichen sich direkt um Gelege und Jungfische kümmert.

## Belege
1. 1 2  Morgenstern, R. (2018): Fishes collected by Emanuel Ritter von Friedrichsthal in Central America between 1838–1841. Vertebrate Zoology, 68 (3): 253–267. Seite 257 u. 263.
2. 1 2  Horst Linke, Wolfgang Staek: Amerikanische Cichliden II, Große Buntbarsche. Tetra-Verlag, Bissendorf 1997, ISBN 3-8974-5101-8, Seite 208–209.
3. ↑  Vieja melanura auf Fishbase.org (englisch)